# 방송광고 판매대행 사건
방송광고 판매대행 사건(헌법재판소 2008. 11. 27. 선고 2006헌마352)은 지상파 방송광고 판매대행 사업 및 CATV, 위성방송, DMB 등의 방송광고 판매대행 사업 등을 목적으로 설립된 주식회사인 태평양미디어앤드커뮤니케이션(이하 청구인)이 방송법 제73조 제5항과 방송법시행령 제59조 제3항에 의해 지상파방송사에는 방송광고 판매대행 사업을 할 수 없게 되었다는 이유로 위 조항들이 직업선택의 자유와 평등권 등을 침해한다고 주장하며, 2006년 3월 16일 헌법소원심판을 청구한 것과 관련된 일련의 사건을 말한다.

헌법소원심판의 청구 결과, 2008년 11월 27일 헌법재판소는 한국방송광고공사(kobaco)와 이로부터 출자를 받은 회사가 아니면 지상파방송사업자에 대해 방송광고 판매대행을 할 수 없도록 규정하고 있는 방송법 제73조 제5항 등에 대해 2009년 12월 31일까지 잠정적용을 명하는 헌법불합치결정을 내렸다.

## 개요
1980년 12월 한국방송광고공사가 설립된 이후, 방송광고를 한국방송광고공사가 독점하게 되면서 방송광고계에도 자유경쟁체제를 도입하여 공정한 경쟁을 가능케 하자는 주장과 비판이 꾸준히 제기되었다.
그리고 1999년 말 이러한 의견들을 반영하여 한국방송광고공사(KOBACO)의 방송광고 독점대행제도를 폐지하고, 새 미디어렙을 설치하며, 방송사의 직접 광고영업과 미디어렙에 대한 방송사의 출자를 금지하여 방송의 제작·편성과 광고영업을 분리하는 것을 내용으로 하는 통합방송법이 국회를 통과하였다.
이 당시 민영 미디어렙의 신설도 논의 되었으나, 신문사와 시민단체 등의 거센 반발로 결국실행되지 못하였고, 그 후 지지부진한 상황에서 시간만 흐르다가 관련법규에 관한 헌법소원심판이 청구되면서, 방송광고시장에 자유경쟁체제를 도입하는 것과 관련된 민영 미디어렙 도입의 문제는 새로운 국면을 맞이하게 되었다.
2006년. 국내외 지상파 방송광고와 CATV, 위성방송, DMB 등의 방송 광고 판매 대행 사업을 목적으로 설립되어 동 사업을 운영 중이던 태평양미디어앤드뮤니케이션은 사업 영역에 있어서 지상파 방송 광고 대행 업무에 관하여 당시 방송법상 사업적 진출을 할 수 없음을 알게 된다.
구 방송법 제73조 제5항은, 지상파 방송사업자는 한국방송광고공사 또는 대통령령이 정하는 방송광고 판매대행사가 위탁하는 방송광고물 이외에는 방송광고를 할 수 없도록 하고 있었고, 방송법시행령 제59조 제3항에서는 대통령령이 정하는 방송광고 판매대행사를 방송광고 판매대행을 위하여 설립된 주식회사로서 한국방송광고공사가 출자한 회사로 한정하고 있다.
당시의 경우 한국방송광고공사는 공경영상의 판단을 이유로 민영 방송광고 판매대행사에게 출자를 하고 있지 않아, 지상파방송사업자에 대한 방송광고물 판매에 있어서는 한국방송광고공사의 독점체제가 공고히 이루어지고 있는 상황이어서 민영 방송광고 판매대행사가 지상파방송사업자에게 방송광고물 판매대행을 하는 것 자체를 금지하는 것과 동일한 효과를 내고 있었다.
이에 태평양미디어앤드커뮤니케이션은 위 규정들이 직업선택의 자유와 평등권 등을 침해한다고 주장하며, 2006. 3. 16. 헌법소원심판을 청구하였다.
2008. 11. 27. 헌법재판소는 당해 헌법 소원 심판에 관하여 헌법불합치 결정을 내린다.(2006헌마352)
결정문에서 헌법재판소는 다수의 의견으로 방송법 제 73조 제 5항과 방송법시행령 제 59조 제 3항이 지상파 방송광고 판매대행 시장에 제한적 경쟁체제를 도입함과 동시에 방송의 공정성과 공익성, 그리고 다양성을 확보하기 위해서 지상파 방송 광고 대행 업무에 관하여 한국방송공사나, 한국방송광고공사로부터 출자를 받은 회사에게만 방송광고 대행 업무를 맡기게 한 입법 목적과 취지를 인정하면서도 지상파 광고 판매 대행 업무에 관해 한국방송광고공사가 출자를 한 회사가 없어서 실질적으로 독점체제가 유지되고, 제한적인 시장경제체제도 도입되지 않은 것과, 입법자가 지상파 광고판매 대행 업무에 관련하여 다른 허가제나 기부금 제도 등을 활용하여 사건과 관련된 규정의 입법목적을 달성하면서 기본권침해를 최소화 할 수 있음에도 불구하고 한국방송광고공사와 이로부터 출자받은 회사만으로 한정한 것은 과잉금지의 원칙 위반으로 청구인의 직업 수행의 자유를 침해함과 동시에 기본권 제한의 목적과 수단 사이의 비례성 상실로 평등권을 침해한 것이라고 판단하였다.
다만 헌법재판소는 단순위헌판결이 가져오는 당해 관련 업무에 대해 근거규정이 사라지는 공백을 방지하고자 헌법불합치 판정을 내렸고, 판결문에 입법자에게 늦어도 2009. 12. 31. 일 까지는 개정을 할 것을 명하였다.
이 판결로 인해 현재의 한국방송광고공사는 존폐를 다투게 되었으며, 그동안 미뤄왔던 민영 미디어렙 도입과 관련해서 학계에서도 국회에서도 관련 업계에서도 다시 뜨거운 감자 상태가 되었다.
2009. 5. 12. 한선교 외 11명의 국회의원들이 헌법재판소의 결정을 근거로 위헌요소를 해소하고 방송광고시장의 경쟁을 위하여 개정안을 발의했으나 2011. 10. 현재까지 동 법률 개정안은 국회에서 계류 중이다.

## 경과
관련제도개선 주요 경과
| 연도              | 기관                         | 내용 |
| ----------------- | ---------------------------- | --- |
| 1980. 12.         |                              | 한국방송광고공사(KOBACO) 탄생 : 국가보위헌법회의에서 한국방송광고공사법을 공포, 1981년 1월 그 시행령을 대통령령으로 공포함으로써 설립된 무자본특수법인 |
| 1995. 7.          | 공보처                       | 선진방송 5개년 계획에서 방송광고제도 개선의 일환으로 방송광고제도를 단계적으로 자율화하자는 안을 제시 |
| 1998. 2.          | 공정거래위원회, 문화관광부   | 방송광고판매 자유경쟁체제 도입에 합의 |
| 1998. 8.          | 기획예산처                   | 자유경쟁체제 도입 의견 제시 |
| 1999. 2.          | 방송개혁위원회               | 방송광고시장에 공민영 미디어렙을 통한 제한적인 경쟁체제 도입과 제한적인 시장가격 반영, 2001년 한국방송광고공사 폐지, 공민영 렙 영업 구분 폐지 등을 골자로 하는 개혁 방향을 제시                                                                                                  |
| 2000. 8.          | 문화관광부                   | 방송광고판매대행 관련 민영미디어렙 신설 및 소유구조 등의 ‘방송광고판매대행 등에 관한 법률 제정안’ 입법예고 |
| 2000. 9.          | 공정거래위원회               | 문화관광부 법률제정안에 대한 내부검토의견서 제출을 통해 정부 방송광고정책 미흡 지적 재검토 요청 - KOBACO의 30% 미디어렙 지분 취득은 독점체제 유지의 편법이며 방송개혁위원회의 결정과 배치한다고 삭제 요구                                                                        |
| 2000. 10.         | 국회문화관광위원회           | 지상파방송의 방송광고판매제도 경쟁체제 전환에 따른 한국방송광고공사법 대체안 마련 |
| 2000. 11.         | 규제개혁위원회               | ‘방송광고판매대행 등에 관한 법률안’ 12월 최종의결 계획 -민영미디어렙 신설을 골자로 하는 법률안은 국내 방송광고시장 경쟁체제 도입 취지 |
| 2000. 12.         | 규제개혁위원회               | ‘방송광고판매대행 등에 관한 법률’ 제정안을 심사해 미디어렙 2개 이상 허가를 문화관광부에 권고하기로 결정 -방송광고판매자 허가제(2년 기한) 인정, 출자 방송사 지분 20% 이내 제한, 대기업'신문사'통신사 출자 금지                                                                    |
| 2001. 1.          | 방송개혁위원회               | 공'민영 영업영역 구분 폐지 및 경쟁체제 도입 등에 대한 결정 |
| 2001. 1.          | 문화관광부                   | '방송광고 판매대행 등에 관한 법률안'의 규제심사 결정 반발, 수정안 마련 재심의 요청 -> 규제개혁위원회와 문화관광부의 입장 차이로 유보됨 -3년간 단계별로 방송광고제도를 개선하는 법안 제정이 바람직하다는 이유로, 공영방송은 KOBACO, 민영방송은 신설 미디어렙의 2원 체제 유지 방침 |
| 2004. 8.          | 한국미디어렙                 | KOBACO와 문화관광부를 대상으로 방송법에 따라 KOBACO 출자 요청→ 출자불가 |
| 2005. 3.          | 국무총리실                   | KOBACO독점 해소를 참여정부 100대 개혁과제 중 하나로 결정 |
| 2005. 4.          | 청와대                       | 대외경제위원회 10대 서비스 우선 개방 분야로 KOBACO 독점 선정 |
| 2005. 4~ 2005. 8. | 문화관광부                   | 제도개선T/F 구성, KOBACO 독점 해소 방안 협의, 법안 유보 |
| 2005. 9.          | 규제개혁기획단               | 광고제도 개선 계획 1차 발표 -끼워팔기, 사전심의, 수수료제도 및 KOBACO 개선안을 문화관광부에 요청 |
| 2005. 10.         | 국회                         | 손봉숙 의원(10.27), 정병국 의원(11.3) 의원입법안 발의 -손봉숙의원안은 미디어렙을 완전경쟁체제로 운영한다는 내용 -정병국의원안은 '한국방송광고공사법' 폐지를 전제한 대체입법안으로 KOBACO의 기능을 축소해, 공영방송사업자의 광고만 대행한다는 내용                                |
| 2006. 4.          | 태평양미디어앤드커뮤니케이션 | KOBACO의 방송광고판매대행관련 현행 방송법이 헌법상 규정된 평등권과 직업선택의 자유에 위배된다며 헌법소원을 제기 |
| 2007. 1.          | 재정경제부                   | 6차 한미FTA 협상 진행 중 경제정책조정회의에서 ‘전략적 서비스 산업의 중장기 발전방안 보고서’ 및 안건 상정 -민영미디어렙 도입 및 방송광고 가격규제 폐지 등에 대한 논의 |
| 2007. 4.          | 대통령                       | 한미FTA 타결에 따른 KOBACO 폐지와 민영미디어렙 도입의 구도 가능성 제시 -KOBACO는 '시장왜곡 방지의무'를 부여받음으로써 독점적 지위를 통한 상대국 투자의 부정적 영향은 반경쟁적 행위로 금지됨. 이로써 '투자자국가소송제(ISDS)'에 의해 '비위반제소'의 적용을 받음                   |
| 2007. 7.          | 재정경제부                   | 경제조정정책회의에서 2단계 서비스산업 경쟁력 강화 종합대책 방안 -KOBACO 독점체제를 경쟁체제로 바꿈으로써 미디어렙 허용 방침 |
| 2007. 6~2007. 8.  | 문화관광부                   | 한미FTA 합의에 따라 제도개선T/F 구성, 경쟁체제 도입 법안 마련 -미디어렙 및 방송발전기금 징수 등 방송광고 판매대행 등의 법률안 |
| 2007. 10.         | 국회                         | 문화관광위원회 국정감사에서 KOBACO 민영화 및 방송광고판매시장 논란 -민영미디어렙 신설 및 현행 방송광고판매영업의 경쟁체제 도입 필요 등에 관한 방안 논의 |
| 2008. 1.          | 문화관광부                   | 대통령직 인수위 업무보고서 ‘미디어 정책 일원화 및 관련 법령 정비’ 제출 -신문방송겸영, 방송광고제도 개선 등에 대한 정책 제시 |
| 2008. 3.          | 방송통신위원회               | 디지털전환특별법 공포 및 시행(2008.6) -특별법 제 11조 1항 재원지원조항을 '마련할 수 있고 국회관련 기관에 건의한다'로 조정 |
| 2008. 6.          | 공정거래위원회               | KOBACO의 연계판매 등 불공정거래행위 조사 착수 -2008. 4 한국광고주협회 KOBACO의 끼워팔기 등 불공정거래행위 신고 |
| 2008. 8.          | 방송통신위원회               | 방송통신위원회 규제개혁특별위원회 구성 -규제개혁 및 법제선진화 특별위원회 운영규정(안)을 통해 27개 우선과제에서 방송광고 판매대행제도 개선 등 정책 방향 논의 |
| 2008. 8.          | 기획재정부                   | 공기업선진화 특별추진위원회 ‘공기업 선진화 추진 방향’을 통해 공기업의 민영화 방안 발표 -2~3차 선진화 방안에 KOBACO 해체와 민영미디어렙 도입 방안 마련 예정 |
| 2008. 9.          | 방송통신위원회               | 대통령 및 국회 업무보고에서 방송법개정안(12월) 법 개정 추진 -방송사업 소유규제 완화, 가상광고 도입근거 마련, 방송광고판매대행 민영미디어렙도입 등 검토 |
| 2008. 9.          | 문화체육관광부               | 국회 통신위원회에서 제한경쟁시스템 도입 인정 |
| 2008. 10.         | 기획재정부                   | 공기업선진화 3차 추진방안 발표 |
| 2008. 11.         | 헌법재판소                   | KOBACO 방송광고 판매대행 관련 헌법불합치 결정 |
| 2009. 5. 11.      | 국회                         | 한선교 외 11명의 국회의원 한국방송광고공사의 방송광고 판매대행 관련 헌법불합치 판결 해당 조항 개정안 발의 |
| 2010. 10.         | 국회                         | 한국방송광고공사의 방송광고 판매대행 관련 헌법불합치 판결 해당 조항 개정안 계류 중 |

## 결정
대한민국 헌법재판소 2008.11.27.선고 2006헌마352 전원재판부

재판관 이강국(재판장) 조대현 김희옥 김종대 민형기 이동흡 목영준 송두환

### 심판대상조문
*구 방송법(2000. 1. 12. 법률 제6139호로 폐지ㆍ제정되고, 2007. 1. 26. 법률 제8301호로 일부 개정되기 전의 것)

제73조(방송광고 등) ①∼④ 생략

⑤ 지상파방송사업자는 한국방송광고공사 또는 대통령령이 정하는 방송광고판매대행사가 위탁하는 방송광고물 이외에는 방송광고를 할 수 없다. 다만, 대통령령이 정하는 방송광고에 대하여는 그러하지 아니하다.

*방송법(2007. 1. 26. 법률 제8301호로 개정된 것) 

제73조(방송광고 등) ①∼④ 생략

⑤ 지상파방송사업자(지상파방송사업자와 방송채널사용계약을 체결하고 그 채널을 사용하여 지상파방송을 하는 방송채널사용사업자를 포함한다)는 한국방송광고공사 또는 대통령령이 정하는 방송광고판매대행사가 위탁하는 방송광고물 이외에는 방송광고를 할 수 없다. 다만, 대통령령이 정하는 방송광고에 대하여는 그러하지 아니하다.

*구 방송법시행령(2000. 3. 13. 대통령령 제16751호로 폐지ㆍ제정되고, 2007. 8. 7. 대통령령 제20219호로 개정되기 전의 것)

제59조(방송광고) ①∼② 생략

③ 법 제73조 제5항 본문에서 “대통령령이 정하는 방송광고판매대행사”라 함은 방송광고판매대행을 위하여 설립된 주식회사로서 한국방송광고공사가 출자한 회사를 말한다.

④ 생략

*방송법시행령(2007. 8. 7. 대통령령 제20219호로 개정된 것)

제59조(방송광고)①∼④ 생략

⑤ 법 제73조 제5항 본문에서 “대통령령이 정하는 방송광고판매대행사”라 함은 방송광고판매대행을 위하여 설립된 주식회사로서 한국방송광고공사가 출자한 회사를 말한다. 

⑥ 생략

### 판시사항
*한국방송광고공사와 이로부터 출자를 받은 회사가 아니면 지상파방송사업자에 대해 방송광고 판매대행을 할 수 없도록 규정하고 있는 구 방송법 제73조 제5항(2000. 1. 12. 법률 제6139호로 폐지ㆍ제정되고, 2007. 1. 26. 법률 제8301호로 일부 개정되기 전의 것) 및 구 방송법시행령 제59조 제3항(2000. 3. 13. 대통령령 제16751호로 폐지ㆍ제정되고, 2007. 8. 7. 대통령령 제20219호로 개정되기 전의 것)이 방송광고판매대행업자인 청구인의 직업수행의 자유와 평등권을 침해한다.

### 주문
*방송법 제73조 제5항(2000. 1. 12. 법률 제6139호로 폐지ㆍ제정되고, 2007. 1. 26. 법률 제8301호로 일부 개정되기 전의 것) 및 방송법시행령 제59조 제3항(2000. 3. 13. 대통령령 제16751호로 폐지ㆍ제정되고, 2007. 8. 7. 대통령령 제20219호로 개정되기 전의 것)은 헌법에 합치되지 아니한다.
- 방송법 제73조 제5항(2007. 1. 26. 법률 제8301호로 개정된 것) 및 ‘방송법 시행령’ 제59조 제5항(2007. 8. 7. 대통령령 제20219호로 개정된 것)은 헌법에 합치되지 아니한다.
- 위 제2항 규정들은 2009. 12. 31.을 시한으로 개정될 때까지 계속 적용된다.

### 헌법불합치의견
재판관 이강국 김희옥 김종대 민형기 목영준 송두환
- 헌법재판소의 다수의견은 청구인의 직업수행의 자유침해 주장에 관하여 방송법 제73조 제5항 및 동법시행령 제59조 제5항에서 한국방송광고공사와 이로부터 출자를 받은 회사에게만 지상파 미디어렙사업을 할 수 있도록 하고 있지만 아직까지 한국방송광고공사가 지상파 미디어렙사업을 할 수 있도록 출자를 한 회사는 한 곳도 없어 여전히 한국방송광고공사의 독점체제가 유지되고 있고, 입법자는 지상파 미디어렙사업을 일정한 요건을 갖춘 업체에 한하여 허가제로 한다든지, 방송사의 출연금으로 기금을 조성하여 공공성이 높은 프로그램제작에 보조금을 지급한다든지 하는 등의 방법으로 이 사건 규정의 입법목적을 달성하면서도 기본권 침해를 최소화시킬 수 있으나, 한국방송광고공사와 이로부터 출자를 받은 회사에 대해서만 지상파 미디어렙사업을 허용하고 있을 뿐이기에 이 사건 규정은 과잉금지의 원칙을 위반하여 청구인의 직업수행의 자유를 침해하고 있다 판시하였고, 또한 평등권 침해 주장에 관하여는 이 사건 규정의 입법목적 달성은 지상파 미디어렙에 공적 부분의 출자가 있었는지 등의 여부를 불문하고, 실질적인 경쟁관계를 형성하면서 방송의 공공성이나 다양성 등을 제고하기 위한 실질적인 제도를 구축하고 있는지 여부에 달려 있다고 할 것인데, 이 사건 규정은 단지 지상파 미디어렙주체를 한국방송광고공사와 이로부터 출자를 받은 회사로 한정하고 있는바, 이는 차별목적과 수단 사이에 비례성을 상실한 것으로서 청구인의 평등권을 침해하는 것이라고 판시하였다.

- 나아가 단순위헌결정을 하여 당장 그 효력을 상실시킬 경우 지상파 미디어렙사업을 규제하는 근거 규정이 사라지게 되므로 헌법불합치결정을 입법자에게 2009. 12. 31.까지는 법 개정의무를 부과하였다.

### 단순위헌의견[15]
재판관 이공현
직업수행의 자유 및 평등권 침해에 관하여는 다수의견과 뜻을 같이 했으나, 결정주문의 형식에 관하여 이 사건 심판대상 규정들에 대해 단순위헌 결정을 한다고 하더라도 민영 미디어렙의 수의 증가나 그들 상호간의 경쟁 등이 방송의 공공성, 공익성 등을 결정적으로 훼손시키고, 법치국가적 법적 안정성을 심각하게 저해하는 결과를 가져올 것으로 예상되지 않는다고 하여 단순위헌을 선고를 주장하였다.

### 전부위헌의견
재판관 조대현
직업수행의 자유 및 평등권 침해에 관하여는 다수의견과 뜻을 같이 했으나, 방송법 제73조 제5항은 지상파 방송광고 판매를 대행사에게 위탁하도록 강제하는 부분<위탁강제제도>과 지상파 방송광고 판매를 대행하는 자격을 제한하는 부분<대행제한제도>을 함께 규정하고 있다고 판단하여, 위탁강제부분도 대행제한부분과 함께 청구인의 기본권을 침해하므로, 이 모두에 대해 전부위헌을 선언하여야 한다고 주장하였다.

### 일부각하, 일부위헌의견
재판관 이동흡
구 방송법 제73조 제5항은 지상파 방송광고 판매대행사의 허용범위를 한국방송광고공사 또는 대통령령이 정하는 방송광고판매대행사로 규정하고 있을 뿐이므로, 법률조항 자체는 방송광고 판매대행업자인 청구인에 대하여 직접 어떠한 자유의 제한, 의무의 부과, 권리 또는 법적 지위의 박탈도 가져오지 않으므로 이 부분 심판청구는 직접성 요건이 결여되어 부적법하다고 주장하였다.

한편, 구 방송법시행령 제59조 제3항은 한국방송광고공사의 경쟁업체를 한국방송광고공사가 출자한 회사로 규정함으로써 여전히 지상파 방송광고 판매대행에 있어 한국방송광고공사의 독점체제가 유지되도록 하고 있는바, 이는 헌법에 합치되지 아니한다고 주장하였다.

## 입법 상황
현재 미디어렙에 관한 논의는 2008년 11월 헌법재판소가 한국방송광고공사(KOBACO)의 방송광고독점 판매에 대한 헌법불합치 판결 이후 매우 뜨거운 이슈가 되었다. 몇 번의 법안 상정을 앞두고 각 정당과 이해관계자들의 의견은 각기 다른 양상을 보여 왔으며, 현재까지 특별히 정해진 방침 없이 표류하고 있다. 최시중 방송통신위원장이 민영 미디어렙 관련 법안을 해를 넘기지 않게 하겠다는 의지를 밝힌 바 있으나, 다양한 이해관계가 얽혀있는 미디어렙 관련 법안의 상정은 계속해서 늦추어 지고 있는 실정이다.
특히 헌법재판소의 판결이 ‘독점구조의 해소’를 핵심으로 두고 있으며, 이를 해결하기 위한 개정안의 한가지로 이종 매체 간 광고 연계가 거론되고 있는 현실에서 방송통신위원회와 뉴미디어업계의 의견대립 역시 좁아지지 않고 있는 것도 또 다른 어려움으로 작용하고 있다.
헌법재판소가 KOBACO의 독점적 방송광고판매에 대한 위헌 결정을 한 근거는 KOBACO가 출자한 회사에게만 지상파 방송광고 판매대행을 허용하는 것은 지상파 방송광고판매대행 시장에 경쟁체제를 도입한 것으로 볼 수 없기 때문이다. 이러한 독점적 판매행위는 기본권 침해의 최소성을 위반하고 있어, 결국 과잉금지원칙을 위반하여 청구인의 직업수행의 자유와 평등권을 침해하고 있다고 판단하였다. 헌법재판소는 사실상 위헌이나, 지상파방송의 방송 판매가 무질서한 상태에 빠질 것을 우려하여 헌법불합치 결정을 하기로 하여 방송법 제 73조 제5항(지상파방송사업자는 한국방송광고공사 또는 대통령령이 정하는 방송광고판매대행사가 위탁하는 방송광고물 이외에는 방송광고를 할 수 없다. 다만, 대통령령이 정하는 방송광고에 대하여는 그러하지 아니하다.)과 방송법 시행령 제 59조 제5항(대통령령이 정하는 “방송광고 판매대행사“라 함은 방송광고 판매대행을 위하여 설립된 주식회사로서 한국방송공사가 출자한 회사를 말한다.)은 그 위헌성이 제거될 때까지 잠정적으로 적용하고 KOBACO의 독점 개선 기한을 2009년 말까지로 결정한 바 있다.
정부와 국회에서는 자유경쟁체제의 미디어렙 제도를 도입하기 위해 관련 법 개정 작업을 진행하고 있다. 그러나 다양한 이해관계자의 의견을 수렴하여 최선의 안을 상정해야 하는 어려움이 있어, 각 당마다 제시하는 의견의 차이가 큰 것이 사실이다. 2009년 상반기에 한나라당에서, 하반기에는 자유선진당과 창조한국당, 민주당이 미디어렙법안을 각각 제안하였지만 KOBACO체제를 대신할 새로운 미디어렙 시장에서의 경쟁이 어떤 모습이 될 것인가에 대해서는 현재까지 확실하게 결정된 것은 없다. 민영미디어렙 도입 법안을 둘러싸고 지금도 정당간의 논의가 진행되고 있다.
미디어렙 도입방안이 포함된 “방송법 등 일부 개정안”이 국회에 지난 5월 상정되었는데, 이 법안의 주요 골자는 다음과 같다.

| 입법형태                                                                            | 방송법(제73조 등 관계조항을 개정)일부를 개정 기존의 미디어렙 관련 근거법인 ‘한국방송광고공사법’은 폐기(안 부칙 제3조, 제5조) |
| 미디어렙 도입 형태                                                                  | 신설 미디어렙은 방송통신위원회의 허가 공익성, 재정능력, 경영계획 적정성, 방송광고 및 산업 발전 기여여부 등이 주요 허가조건 방송사 직접 영업 금지 |
| 지분제한                                                                            | 미디어렙사의 지분은 1인이 최대 51%까지 소유, 다른 미디어렙 사 복수투자 불허 공정거래위원회가 정한 대기업 집단과 정당은 지분소유 금지 |
| 수수료 및 기금조성                                                                  | 수수료에 대해서는 방송법시행령에 위임 미디어렙 사에서 징수 대행할 기금 한도를 기존의 6%에서 7%로 상향조정, 기금은 방송사와 미디어렙사가 부담, 기금조성에 소요되는 경비는 미디어렙사가 전액 부담 |
| 한국방송광고공사 폐지 및 한국방송광고대행공사로 전환, 방송광고판매대행사업협회 설립 | 기존의 한국방송광공사는 자본금 1,000억 원의 ‘한국방송광고대행공사’로 전환기획재정부 장관의 허가 하에 정부가 전액 출자, KBS와 EBS의 광고 판매 대행공사 내에는 ‘방송광고균형발전심의위원회’를 설치 운영(광고산업활성화 지원, 비상업적 공익광고 제작, 송출 지원, 시청률조사의 객관성 제고를 위한 검증기구 운영 등의 업무 담당) 대행공사 설립자본금을 제외한 기존의 공사자산은 방송발전기금으로 전환, 전환된 방송발전기금은 방송통신위원회가 종합관리 방송광고판매사업 진흥 등을 위한 ‘협회’를 위원회의 인가를 받아 설립토록 명시 |
| 취약매체 지원                                                                       | 방송사와 미디어렙사가 부담하게 될 기금의 상한선을 1% 인상하여 기금의 징수액을 늘리고, 기존의 KOBACO 자산 중 대행공사로의 출자금 1,000억원을 제외한 나머지 부분도 기금으로 전환돼, 취약매체 지원의 재원으로 활용 취약매체 지원의 실질 주체는 한국방송광고대행공사가 되며, 대행공사가 지원계획을 수립하고, ‘방송광고균형발전심의위원회’가 심의를 하며, 최종적으로 방송통신위원회에 의해 지원이 결정 |

## 미디어렙[18]

### 미디어렙의 정의
미디어렙은 매체사를 대신하여 광고주나 광고회사에 광고시간이나 지면을 대신 판매해주고, 매체사로부터 판매대행 수수료를 받는 회사를 의미하는 것으로, 매체를 뜻하는 미디어(Media)와 대표자를 뜻하는 레프리젠터티브(Representative)의 합성어이다. 미디어렙이 미국에서 통용되는 말이라면 영국에서는 판매회사(sales house)라는 용어가 보편적으로 사용되고 있다.
또 미디어렙과 유사한 개념으로 구매전문회사(buying company, media independent)가 있는데, 이들은 광고주와 광고회사를 대신하여 광고시간과 지면을 구매하는 회사를 말한다. 즉 미디어렙이 매체사의 입장에서 광고를 대신 판매하는 회사라면 구매전문회사는 광고주와 광고회사의 입장에서 광고를 대신 구매하는 회사라고 할 수 있다.

### 미디어렙의 근거
방송광고 판매와 관련하여 당사자 간의 직거래를 제한하고, 미디어렙을 통해서만 이를 할 수 있도록 하는 이유는 방송사가 광고를 유치하기 위해 광고주에게 압력을 행사하거나, 반대로 자본가인 광고주가 광고를 빌미로 방송사에게 영향을 끼치는 것을 막기 위해서이다. 만약 방송광고물을 놓고 방송사와 광고주간에 직거래를 하게 된다면, 방송사와 광고주 사이에 세력 균형이 맞지 않는 경우 공정한 거래를 하기 어렵게 될 것이다. 예컨대 상대적으로 자본력이 부족한 중소 광고주의 경우는 방송사의 여러 가지 횡포를 그대로 수용할 수밖에 없으며, 광고주가 자본력이 막강한 경우에는 방송사가 그 광고주에 의해 좌우되어 광고주의 이익을 대변하는 방송사로 전락될 위험에 처하게 될 것이다.
한편, 방송사가 미디어렙을 이용하게 되면, 방송의 편성 및 제작을 광고영업과 분리시켜 전문화, 효율화를 꾀함으로써 방송경영의 합리화와 수익성을 제고할 수 있고, 광고주의 입장에서도 미디어렙이 시청률 조사 등의 분석 자료를 통해 광고주들에게 적합한 방송광고를 제시해 주고, 사후 광고효과 분석과 같은 방송광고에 관련된 제반 서비스를 제공해 주므로 자신의 조건에 맞는 최적의 프로그램을 찾아 원하는 목적을 달성할 수 있게 된다. 이러한 이유로 대부분의 국가에서는 미디어렙을 통해 방송광고의 판매와 구매를 하도록 하고 있다.

### 대한민국 내에서의 논의
국내에서 미디어렙에 대한 논의가 시작된 것은 방송광고 영업의 독점권을 KOBACO에 두었던 것을 방송법을 개정하면서 독점권을 폐지하여 "지상파방송사업자는 KOBACO 또는 대통령령이 정하는 방송광고판매대행사가 위탁하는 방송광고물 이외에는 방송광고를 할 수 없다"(제73조 제5항)고 규정하면서부터이다. 하지만 이후 방송광고판매대행사의 설립을 위한 입법과정에서 이해당사자간 논란을 빚어 오면서 미디어렙 제도에 관한 주장이 양분되어 있는 실정이다. 지난 ‘국민의 정부’에서는 방송법과 한국방송광고공사법의 개정을 통해 형식적인 방송광고 영업의 독점권을 해소하였지만, 실질적인 후속 입법 작업이 중단됨으로써 제도개혁의 완성을 이루지 못한 상황이라고 할 수 있겠다. 하지만 앞서 언급했듯이 헌재의 헌법불합치 판결로 새로운 방송광고판매제도를 위해 미디어렙법이 추진되고 있다.

지금까지 국내 미디어렙에 대한 논의는 시장경쟁 원리에 입각하여 자유로이 미디어렙을 운영할 수 있고, 방송사의 미디어렙에 대한 선택권을 보장하는 것을 주된 주장으로 하는 완전경쟁론과 소유구조, 공민영 업무 영역, 방송사의 선택권 등에서 제한을 두되, 복수의 미디어렙 제도를 도입하자는 제한경쟁론이 팽팽하게 맞서고 있는 상황이다. 먼저 완전경쟁을 지지하는 한나라당의 한선교위원의 대표 발의로 미디어렙 도입방안이 포함된 ‘방송법 등 일부 개정안'이 국회에 2009년 5월에 상정되었다.

### 기타 사례

#### 영국
1927년 영국의 BBC가 공영방송으로 전환됨에 따라, 대중적이고 오락적인 프로그램에 대한 시청자의 욕구충족을 위해 상업방송 ITV가 출범했다. 이때부터 영국은 수신료를 주요 재원으로 하는 공영방송과 광고수입을 재원으로 하는 상업방송이 공존하는 체제로 발전해왔다. 이는 대륙 국가들에 비해 20~30년 정도 빠른 시작이었다. 영국의 공영방송 채널은 BBC(BBC One, BBC Two), 채널 4, S4C, BBC 월드가 있다. BBC는 광고 없이 수신료로만 운영되고 있으며, 채널 4, S4C, BBC 월드의 경우 공영 미디어렙을 통한 광고판매 수익으로 운영자금을 조달하고 있다. 민영방송(상업방송) 채널로는 채널 3(ITV)와 채널 5가 있다.
민영방송 채널의 광고는 대부분 방송사의 자회사 형태로 운영되는 미디어렙에서 판매한다. ITV는 케이블TV, 위성TV 등의 뉴미디어가 등장하자 방송의 산업적 경쟁력을 확보하기 위해 ITV의 소유구조를 간소화 ․ 통합화했는데, 미디어렙 역시 단일한 양상을 보였다. 그 결과 2004년, 과거 12개였던 민영 미디어렙이 현재는 ITV Sales 하나로 통합되었다. ITV와 미디어렙이 단일소유구조로 변화한 것은 영국 방송과 광고시장에 적지 않은 영향을 주고 있다. ITV는 광고수익의 극대화를 위한 시청률 경쟁양상을 보이기도 했지만, 영국 정부가 이렇게 규제를 완화한 이유는 케이블, 위성TV 등 뉴미디어의 등장으로 지상파의 독점구조가 붕괴되면서 이들과 경쟁해야 하는 상황이 되었기 때문이다. 따라서 소유규제 완화를 통해 지상파의 산업적 경쟁력을 제고하기 위한 의도로 볼 수 있다.

#### 프랑스
현재 프랑스의 방송광고 판매시장은 공영4개, 민영3개 채널을 바탕으로 공영과 민영 미디어렙 경쟁구조로 정립되어 있다. 1982년 방송커뮤니케이션 자유화원칙이 선언되고, 1984년 민영 상업방송이 잇달아 개국하면서 민영방송 광고판매를 담당할 민영의 미디어렙이 설립되었다. 이는 신설 민영방송이 RFP(프랑스광고공사)와 공동 미디어렙을 갖는 것을 거부하고 독자적인 민영 미디어렙을 설립하고자 했기 때문이다.
프랑스의 공영방송에는 France Télévision 산하의 F2, F3, La cinequiem(F5) 및 독일과 공동의 공영방송사인 Arté 등이 있고, 상업방송으로는 TF1, M6, Canal+의 3개 채널이 존재한다. 이들 상업방송은 광고주에 대한 방송광고 판매가 주 수입원이며, 각 방송사에서 자회사 형태의 미디어렙을 설립하여 광고판매를 담당하고 있다. 프랑스는 공영의 독점 미디어렙에서 출발하여, 다수의 공영 미디어렙이 경쟁하는 모드를 거쳐 현재의 공영과 민영의 미디어렙이 경쟁하는 체제로 변화해왔다. 이러한 단계적 발전 과정은 광고시장과 매체에 줄 수 있는 부정적 영향을 완화하는 역할을 했다고 평가된다.

#### 독일
독일 텔레비전 방송도 공영과 민영의 이원화 체제를 갖는데 지방분권식 체제를 유지하고 있다. 민영방송이 출범한 것은 1984년인데, 이 때 전송로로 이용된 것은 지상파가 아닌 케이블이었다. 따라서 독일의 경우, 공영방송은 지상파TV, 상업방송은 위성과 케이블TV 라는 식으로 공영방송과 민영방송이 전송로에서부터 구분되는 특징을 보인다. 공영방송에는 채널1TV인 ARD(ARD1,3)와 채널2TV인 ZDF가 있다. 독일 공영방송의 주요 재원은 시청료와 광고수익인데, 먼저 ARD는 독일의 모든 주안에 있는 방송사들이 가입하여 유지 및 운영되고 있다. 따라서 ARD는 각 주의 방송사들에게 독립을 보장하고 각 주의 공동위원회 협의회를 통해 운영되고 있다.
각 지역의 방송광고는 방송사가 직접 판매를 하는 형태를 갖지만 전국을 대상으로 하는 방송망 광고는 영국이나 프랑스와 같이 자회사 인 공영 미디어렙 ARD Werbung Sales & Service에서 판매하고 있다. 또 다른 공영방송인 ZDF의 경우도 광고판매를 자회사 형태인 공영 미디어렙 ZDF Werber fernsezhen에서 담당하고 있다. 민영방송으로는 SAT.1, RTL, RTL2, Pro7 등이 있다. 독일의 민영방송 광고 판매도 공영방송과 같이 대부분 방송사의 자회사 성격을 가지는 미디어렙을 통해 판매되고 있다. RTL, SAT.1, Pro7 등은 RTL의 자회사인 민영 미디어렙 IP를 통해 광고를 판매하고 있고, Pro7은 IP를 통한 광고 판매와 함께 방송사 직접 판매를 병행하고 있다. 특히 독일은 타 유럽국가에 비해 방송사 직접 판매가 활성화되어 있는데 그 이유는 방송사와 광고회사간의 컴퓨터를 통한 데이터베이스 시스템이 구축되어 있기 때문이다.

#### 미국
미국의 경우는 매우 넓은 국토 범위로 텔레비전 방송국이 모두 1,538개나 되며 이 가운데 상업 방송국이 1,177개 그리고 비상업 방송국이 361개 정도로 추정된다. 초기 공영방송의 경우 1967년 설립된 '공영방송법인(CPB)'와 '공영텔레비전 방송망(PBS)기준으로 광고 집행 자체가 불가능하도록 하였으나, 1984년 이후 프로그램과 프로그램 사이에 2분 30초 범위 내에서 30초 이내의 제품광고를 부분적으로 허용하였다. 공영방송의 경우 대부분의 재원은 시청자들로부터의 모금, 기업협찬, 시설대여 등으로 조달한다.
민영방송에서 네트워크 광고(network advertising)의 경우는 네트워크가 제공하는 프로그램과 함께 방송되는 광고로 200개 이상의 방송국을 통해 동시 광고방송을 실시하며, 광고판매는 네트워크 자체 광고영업 조직에 의해 판매하고 있다. 미국의 미디어 렙 제도는 법적인 규제보다는 경제적인 기업 행위로 자연스럽게 정착된 것인데 그런 이유로 미국 주요 방송사들은 내부조직 또는 자회사 형태로 미디어 렙을 운영하고 있다. 이는 사실상 방송사가 직접 광고 판매를 위한 영업활동을 하고 있다고 보아도 큰 무리가 없다.

#### 일본
일본은 1950년 시행된 방송법과 전파법에 의해 NHK의 특수 법인화가 있었고 민간 방송업자에 대한 문호개방도 이루어져, 공영방송인 NHK와 민영방송이 각자의 특색을 유지하며 공존해 오고 있다. 일본의 민영방송은 1997년 기준 총 182개사가 운영되고 있는데 텔레비전 단독운영이 85개사이며, 라디오와 텔레비전을 겸영하고 있는 곳이 36개사가 있다. 민영방송의 경우 대부분의 방송사가 광고를 직접 판매하는 형태를 가지고 있다. 따라서 일본의 경우 순수한 미디어 렙은 존재하지 않지만 대형 광고회사들이 미디어 렙의 기능을 수행하고 있는 독특한 형태를 갖는다.
다시 말해, 방송광고 판매형식은 방송사가 직접 판매하고 있는 형태이나, 실제적으로는 일본 특유의 시스템인 광고회사가 판매 및 구매의 미디어 렙 기능을 동시에 수행하고 있다. 1997년 기준으로 보면, 텔레비전 광고의 경우 텐쯔(電通)와 하쿠호도(博報堂)의 광고 점유율이 50% 이상이며, 프라임타임(prime time)의 경우 약 70%를 확보하고 있어 이들 광고회사가 매체의 독과점 형태를 취하고 있다. 그러나 일본도 최근 다국적 광고회사인 WPP의 아사츠(旭通信司)에 대한 지분 참여와 TBWA의 닛포(日放) 매수로 인하여 매체환경의 변화가 예상되고 있으며, 멀지 않은 미래에 실제 미디어 렙의 출현도 예상되고 있다.

#### 소결
이상 미국과 일본에 대한 내용을 정리해보면, 유럽의 경우와 같이, 미국에서도 광고가 없는 공영방송을 제외하고는 모든 민영방송에서 방송사 내부 조직에 의한 직접 판매나 민영 미디어 렙이 운영되고 있다. 미국의 경우는 하나의 방송사가 하나의 미디어 렙에 국한되는 형태는 아닌데, 이는 국토가 넓고 많은 광고 물량으로 인해 다수의 미디어 렙이 공존할 수 있는 배경을 갖기 때문이다. 따라서 이상과 같은 해외 지상파 TV 광고판매를 살펴본 결과 방송사 직접 판매와 자회사 형태의 미디어 렙이 대부분을 차지하고 있음을 알 수 있는데, 특히 가장 많은 형태는 방송사 자회사 형태의 미디어 렙이었다.

## 영향

### 관련 업계
- 이른바 메이저방송사

KBS EBS와 같은 공영방송사는 기존대로 정부주도로 미디어렙이 진행될 것으로 예상되지만, 민영방송사인 MBC와 SBS는 입법의 공백을 틈타 자사 렙을 추진하려는 움직임을 보이고 있다. 특히 SBS는 이미 SBS홀딩스라는 회사를 통하여 자사 렙을 가시화 하고 있다. 이는 곧 직접 광고영업에 나서서 수익을 창출하겠다는 입장으로 해석된다.
```
MBC·SBS,자사 미디어렙 설립 ‘시간 문제’(PD저널,2011.8.31.)

SBS 지주회사, 종편 광고 직판 ‘빗장’ 열까(PD저널,2011.7.27.)

종편 이어…SBS·MBC도 ‘직접 광고영업’ 나선다 (한겨레,2011,9,28.)
```

- 지역방송, 종교방송

이른바 메이저 방송사의 입장과는 달리 비인기 매체인 지역/종교 방송사들은 미디어렙의 완전자율에 대하여 반기지 않은 입장으로 분석된다. 방송광고가 완전 시장논리로 이어져갈 경우 광고수입 감소로 이어져 심각한 경영난이 예상되기 때문이다. 따라서 이들에 대한 보완책이 시급하다.
```
지역민방 ‘미디어렙 입법’공동 방송 (언론노보,2011.8.26.)

미디어렙 입법 안되면 중소방송들 존립 위기 (경향신문,2011.6.28.)
[
깨진 링크
(
과거 내용 찾기
)
]

9개 지역민방 임직원, SBS미디어홀딩스 자사렙 "저지하겠다"
 (미디어스,2011.9.28.)
[
깨진 링크
(
과거 내용 찾기
)
]

종교방송사장단, 미디어렙 촉구 위해 종단 대표자 면담 추진 (미디어스,8.29.)

종교방송 사장단, 종교방송 지원 미디어렙 촉구 (노컷뉴스,2011.7.27.)
```

- 광고대행회사

민영 미디어렙 도입으로 인한 수혜는 시장점유율 상승이다.민영 미디어렙 도입 시 규모의 경제와 매체 확보력에서 높은 경쟁력을 가질 것으로 전망된다. 수수료율 상승도 기대된다. 하지만 이는 대형 광고대행회사에 편중될 것이라는 전망이다.
```
[하반기 투자 전략] 민영 미디어렙 수혜 [[제일기획]] … 가입자 급증 [[스카이라이프]] 주목 (중앙일보,2011.6.17.)
[
깨진 링크
(
과거 내용 찾기
)
]

민영미디어렙 최대 수혜주는 제일기획 (아이뉴스24,2010.12.2)
[
깨진 링크
(
과거 내용 찾기
)
]

제일기획, 민영 미디어렙의 최대 수혜자 <한국투자證> (아시아경제,2011.4.29.)

미디어 환경 급변...상위 광고업체에 '호재'
 (뉴스핌,2011.7.29)
[
깨진 링크
(
과거 내용 찾기
)
]
```

- 광고주

광고주는 민영 미디어렙을 다수 만들고, 종합편성채널도 각자 영업하는 방식을 선호한다. 다수가 광고를 받기 위해 경쟁하면 광고주의 영향력이 더 커질 수 있다. 광고 단가도 줄어드는 효과를 볼 수 있다. 지난 6월 한국광고주협회는 “미디어렙 경쟁체제를 강화하고 종편 각자 영업을 허용해 달라”는 내용의 성명서를 내기도 했다.
```
한국광고주협회, 경쟁미디어렙 도입에 대한 입장 발표 (애드와플,2011.7.14.)
```

### 학계
학계는 크게 두 가지 입장이 있다.
- 첫째, 완전경쟁론이다[23]. 완전경쟁론은 “방송광고 판매시장을 최대한 시장경쟁원리에 내 맡기는 방임형 시장시스템으로 전환시키는 것을 지지하거나 추구하는 지향성을 의미한다”. 이러한 지향성은 미디어렙에 대한 신고제 또는 등록제, 신설 민영 미디어렙은 2개 이상, 방송사의 미디어렙 선택권을 부여하여 공민영 미디어렙의 영역 구분 폐지 및 미디어렙에 대한 방송사의 출자 허용 등의 정책수단을 낳게 된다.
- 둘째, 제한경쟁론이다[24]. 제한경쟁론은 “방송광고 판매에 있어서 시장경쟁원리를 도입하되 국민의 알 권리, 보호를 위해 혹은 구조적인 공급과점에 의한 시장실패의 시정을 위해 국가나 시민사회가 방송광고 판매시장에 일정 수준 개입, 조정하는 것을 허용하는 규제형 시장시스템을 지지하거나 추구하는 지향성을 의미한다”(신태섭, 2002). 이러한 지향성은 미디어렙에 대한 허가제, 신설 민영 미디어렙은 1개로 제한, 공․민영 미디어렙간의 영업영역 구분, 방송사의 미디어렙 대한 출자의 제한 등의 정책수단을 지지하게 된다.

### 미디어렙에 관한 각계의 입장
| 이해당사자       | 이해당사자          | 미디어렙에 대한 입장 |
| ---------------- | ------------------- | -------------------- |
| 정당             | 한나라당            | 완전경쟁체제         |
| 정당             | 민주당              | 제한경쟁체제         |
| 광고대행사       | 대규모, 외국계      | 완전경쟁체제         |
| 광고대행사       | 중소 광고대행사     | 제한경쟁체제         |
| 방송사           | MBC, SBS            | 완전경쟁체제         |
| 방송사           | KBS, 종교, 특수방송 | 제한경쟁체제         |
| 광고주           | 광고주              | 완전경쟁체제         |
| 한국방송광고공사 | 한국방송광고공사    | 제한경쟁체제         |
| 시민단체         | 시민단체            | 제한경쟁체제         |
| 학계             | 학계                | 중립                 |